# Tom Chatterton
Tom Chatterton (Geneva, 12 febbraio 1881 – Hollywood, 17 agosto 1953) è stato un attore e regista statunitense.
Attore caratterista, girò numerosi western prendendo parte, nella sua carriera che durò dal 1912 al 1949, a oltre cento e cinquanta film. Negli anni dieci, diresse anche una ventina di cortometraggi, usando talvolta il nome Thomas Chatterton.

## Filmografia

### Attore
- Custer's Last Fight, regia di Francis Ford - cortometraggio (1912)
- All Rivers Meet at Sea, regia di Burton L. King - cortometraggio (1913)
- Silent Heroes, regia di Jay Hunt - cortometraggio (1913)
- Venetian Romance - cortometraggio (1913)
- The Heart of Kathleen, regia di Raymond B. West - cortometraggio (1913)
- Days of '49, regia di Thomas H. Ince - cortometraggio (1913)
- The Open Door, regia di Edward Barker - cortometraggio (1913)
- The Trap, regia di Charles Giblyn - cortometraggio (1914)
- The Voice at the Telephone, regia di Charles Giblyn (1914)
- The Mills of the Gods, regia di Jay Hunt - cortometraggio (1914)
- A Modern Noble, regia di Jay Hunt - cortometraggio (1915)
- On the Night Stage, regia di Reginald Barker (1915)
- Il segreto del sottomarino (The Secret of the Submarine), regia di George L. Sargent - serial (1915)
- Liquid Dynamite, regia di Cleo Madison - cortometraggio (1915)
- Father and the Boys, regia di Joseph De Grasse (1915)
- Whither Thou Goest, regia di Raymond B. West (1917)
- Her Husband's Friend, regia di Fred Niblo (1920)
- Under Western Stars, regia di Joseph Kane (1938)
- The Monroe Doctrine, regia di Crane Wilbur - cortometraggio (1939)
- Covered Wagon Days, regia di George Sherman (1940)
- The Trail Blazers, regia di George Sherman (1940)
- Outlaws of Cherokee Trail, regia di Lester Orlebeck (1941)
- Raiders of the Range, regia di John English (1942)
- Santa Fe Scouts, regia di Howard Bretherton (1943)
- Lawless Empire, regia di Vernon Keays (1945)
- Heading West, regia di Ray Nazarro (1946)
- West of Dodge City, regia di Ray Nazarro (1947)
- The Life of Riley, regia di Irving Brecher (1949)
- Gun Law Justice, regia di Lambert Hillyer (1949)
- Prince of the Plains, regia di Philip Ford (1949)
- The Wyoming Bandit, regia di Philip Ford (1949)

### Regista
- The Primitive Call - cortometraggio (1914)
- His Hour of Manhood - cortometraggio (1914)
- Jim Cameron's Wife - cortometraggio (1914)
- Shorty and the Fortune Teller - cortometraggio (1914)
- The Wells of Paradise - cortometraggio (1915)
- Tricked
- Double Crossed - cortometraggio (1916)
- The Quagmire - cortometraggio (1916)